# Hrubá Voda
Hrubá Voda (deutsch Großwasser) ist ein Ortsteil der  Gemeinde Hlubočky in Tschechien. Er liegt neun Kilometer nordöstlich von Velká Bystřice und gehört zum Okres Olomouc.

## Geographie
Hrubá Voda befindet sich im Südwesten der Oderberge. Das Dorf liegt umgeben von Wäldern im Tal der Bystřice an der Einmündung des Baches Mlýnský potok. Gegen Osten erstreckt sich der Truppenübungsplatz Libavá. Nördlich erheben sich die Jedlina (616 m) und Senná (613 m), im Nordosten der Jasaní (556 m), im Osten der Olomoucký kopec (633 m), südöstlich die Švédská kupa (636 m) und der Strážisko (675 m), südlich der Jílový vrch (615 m) sowie nordwestlich die Jedová (633 m). Durch Hrubá Voda führt die Bahnstrecke Olomouc–Opava východ, an der sich im Ortszentrum der Haltepunkt Hrubá Voda-zastávka und östlich davon die Bahnstation Hrubá Voda befinden. 
Nachbarorte sind Hraničné Petrovice und Domašov nad Bystřicí im Norden, Smilovský Mlýn und die Wüstung Smilov im Nordosten, die Wüstung Velká Střelná im Osten, die Wüstung Nepřívaz im Südosten, Dukla und Posluchov im Süden, Radíkov und Véska im Südwesten, Pohořany im Westen sowie Jívová im Nordwesten.

## Geschichte
Seit der Mitte des 14. Jahrhunderts wurde der von Mähren nach Schlesien führende Handelsweg entlang der Feistritz durch eine Burg geschützt. Die Ansiedlung im tief eingeschnittenen Tal der Feistritz entstand wahrscheinlich zu Beginn des 17. Jahrhunderts. Die erste schriftliche Erwähnung des Dorfes Velká Voda erfolgte im Jahre 1614. Die Matriken wurden seit 1712 in Habicht geführt. Weitere Namensformen waren Großwasser (ab 1673), Groß Wasser (ab 1677) und Growasser bzw. Hrubá Voda (ab 1720). Seit dem 19. Jahrhundert wurde bei Großwasser, wie auch im benachbarten Groß Waltersdorf untertägig Blockschiefer abgebaut. Die Abbaue erreichten eine Teufe von 150 m. Bis zur Mitte des 19. Jahrhunderts gehörte Großwasser immer zur Olmützer Kapitularherrschaft Groß Wisternitz.
Nach der Aufhebung der Patrimonialherrschaften bildete Großwasser / Hrubá Voda ab 1850 eine Gemeinde in der Bezirkshauptmannschaft und dem Gerichtsbezirk Olmütz. 1872 nahm die Mährisch-Schlesischen Centralbahn den Verkehr von Olmütz nach Jägerndorf und Troppau durch das Feistritztal auf.  
Ab 1921 gehörte Großwasser zum Bezirk Olomouc-venkov und hatte 409 Einwohner, davon waren 403 Deutsche und sechs Tschechen. 1930 lebten in der Gemeinde 466 Menschen. Nach dem Münchner Abkommen wurde Großwasser 1938 dem deutschen Landkreis Bärn sowie dem Gerichtsbezirk Stadt Liebau zugeschlagen. Im Jahre 1939 hatte die Gemeinde 428 Einwohner. Nach dem Ende des Zweiten Weltkrieges kam Hrubá Voda wieder zur Tschechoslowakei zurück und die deutschen Bewohner wurden vertrieben. Die Dachschiefergewinnung wurde nach der Vertreibung eingestellt.
Seit 1949 gehörte das Dorf zum Okres Olomouc-okolí und nach dessen Aufhebung im Zuge der Gebietsreform von 1960 zum Okres Olomouc. Im Jahre 1975 wurde Hrubá Voda zusammen mit Mariánské Údolí nach Hlubočky eingemeindet. Beim Zensus von 1991 wurde in Hrubá Voda 333 Einwohner gezählt. Im Jahre 2001 lebten in den 88 Wohnhäusern des Ortes 308 Personen. Hrubá Voda ist heute ein Erholungsort.

## Ortsgliederung
Zu Hrubá Voda gehört mit Smilovský Mlýn ein Teil der im Bystřicetal gelegenen Fluren des erloschenen Dorfes Smilov.

## Sehenswürdigkeiten
- Reste der Burg Hluboký, östlich des Dorfes auf einem Sporn über der Bystřice. Sie wurde um 1340 als Privatburg des Olmützer Bischofs Jan Volek errichtet und während der Hussitenkriege zerstört. Seit 1437 wird sie als wüst bezeichnet.
- Clarastolln, einer der Hauptentwässungsstölln des Schieferbergbaus im Niederen Gesenke.
- Kapelle am Wasserkraftwerk Smilovský Mlýn
- Naturreservat Hrubovodské sutě, der Hangwald rechtsseitig der Bystřice bei Smilovský Mlýn ist seit 2000 geschützt.